# Saczyn
Saczyn – wieś w Polsce położona w województwie wielkopolskim, w powiecie kaliskim, w gminie Godziesze Wielkie.

## Historia
W 1268 roku z nadania księcia Bolesława Saczyn leżący nad rzeką Jamnicą stał się własnością komesa Mikołaja, podkomorzego poznańskiego i zostaje ulokowana na prawie niemieckim. 
W zamian za doprowadzenie wody do kolegium jezuitów z kaliskich źródeł miejskich, Stanisław Karnkowski „ustąpił” Kaliszowi dziesięciny m.in. ze wsi Saczyn (stało się to 22.06.1601 r. w Gnieźnie).
W 1883 w Saczynie należącym do dóbr ziemskich miasta Kalisza, urodził się polski filozof i wolnomyśliciel Teofil Jaśkiewicz.
W latach 1975–1998 miejscowość administracyjnie należała do województwa kaliskiego.
Należy do parafii Chełmce.